# DJ Montay
Montay Humphrey mais conhecido pelo seu nome artístico DJ Montay é um DJ, compositor, Produtor musical americano.
Montay que já trabalhou com artistas como Flo Rida, T-Pain, Akon e Ne-Yo. Ele teve seu trabalho caracterizado em filmes como Step Up 3D, Stomp The Yard, e Norbit.